# Comme une étoile dans la nuit
Pour plus de détails, voir Fiche technique et Distribution.
Comme une étoile dans la nuit est un film français réalisé par René Féret, sorti en 2008,.

## Synopsis
Marc et Anne forment un jeune couple heureux. Alors qu'ils projettent de se marier et d'avoir un enfant, ils découvrent que Marc est atteint de la maladie de Hodgkin à un stade avancé. Leur amour va les aider à lutter ensemble contre la maladie.

## Fiche technique
- Titre : Comme une étoile dans la nuit
- Réalisation : René Féret
- Scénario : René Féret
- Musique : Guillermo Dumay
- Photographie : Benjamín Echazarreta
- Montage : Fabienne Féret
- Production : René Féret, Fabienne Camara
- Société de production : Les Films Alyne
- Pays :  France
- Durée : 89 minutes
- Date de sortie : 3 décembre 2008 en France

## Distribution
- Salomé Stévenin : Anne, 25 ans
- Nicolas Giraud : Marc, le compagnon d'Anne, ingénieur à l'IGN
- Jean-François Stévenin : Le père d'Anne
- Marilyne Canto : Camille Bamberger, le médecin ami du couple
- Sabrina Seyvecou : Sabine, la sœur de Marc
- Guillaume Verdier : Éric l'ami de Marc
- Yves Reynaud : le père de Marc, ébéniste artisan
- Aurélia Petit : Amélie, l'amie d'Anne
- Claire Stévenin : la mère d'Anne
- Caroline Loeb : la mère de Marc
- Julien Féret : Antoine
- René Féret : le chef de Marc et Eric